# 龐元英
庞元英（?—?），字懋贤，单州人。宋朝丞相龐籍之子。
生卒年均不详，约宋神宗年間人，官朝散大夫。元豐五年（1082年），入尚書省，官主客郎中。元佑三年（1088年），出知晉州。著有《文昌杂录》六卷，可補《宋史》之不足，另有《談數》一卷。